# Màlik Arslan Xah
Abu-l-Mulk Màlik Arslan Xah Sultan-ad-Dawla ibn Massud ibn Ibrahim, més conegut senzillament com a Màlik Arslan o Arslan-Xah o Màlik Arslan Xah o Arslan Xah ibn Massud fou sultà gaznèvida (1116-1118). Era el tercer fill de Masud III Ala al-Dawla i de Jawhar Khatun bint Malikshah princesa seljúcida (coneguda com a Mahd-e Eraq).
A la mort del seu pare Masud III el 1115 el va succeir breument el seu segon fill Adud al-Dawla Shersad ben Masud (1115-1116) que només va regnar un any i fou enderrocat pel seu germà Malik Arslan Shah, que el va fer matar i es va coronar a Gazni el 22 de febrer de 1116. Va fer matar o cegar també a tots els seus germans i l'únic que se'n va escapar fou el seu germanastre Bahram Shah, fill de Masud i d'una altra esposa, que es trobava a Zamindawar en aquell moment; aquest príncep va decidir lluitar contra Arslan Shah i es va revoltar a Tiginabad (de localització desconeguda, però segurament propera a Kandahar), però fou derrotat i va fugir cap al Sistan i Kirman. Arslanshah va consolidar la seva autoritat. Va tenir com a visir a Shams al-Wuzara Kutb al-Din Yusuf.
Bahram Shah (o Bahramshah) va anar a Merv a la cort del seljúcida del Khurasan Sandjar ibn Malik Shah on fou ben rebut; inicialment Sandjar no volia intervenir, ja que Arslanshah era fill d'una germana seva, però finalment va canviar de parer i va decidir donar suport a Bahram. La força seljúcida es va reunir a Bust a les forces de l'emir safàrida de Sistan Tadj al-Din Abu l-Fadl Nasr ibn Khalaf i els dos exèrcits reunits van derrotar a Malik Arslan Shah encara que de manera no decisiva; finalment la batalla decisiva es va lliurar (1117) a la plana de Shahrabad Gazna, on tot i la utilització d'elefants pels gaznèvides, foren derrotats.
Sandjar va entrar a Gazni i va posar a Bahramshah al tron com a tributari; Malik Arslan Shah va fugir cap als seus dominis a l'Índia on va reunir un exèrcit amb l'ajut del governador Muhammad ibn Ali de la família dels Bu Halim Shaybani, i quan les tropes de Sandjar van sortir de Gazna, va retornar a la seva capital de la qual Bahramshah va fugir sense intentar cap mena de resistència.
Sandjar va enviar una nova expedició per restaurar a Bahramshah i al cap d'un mes les forces seljúcides tornaven a ser a Gazni on Arslan Shah fou fet presoner i fou executat el setembre/octubre del 1118 quan tenia 27 anys.